# Moscato spumante di San Marino
Il moscato spumante è un vino la cui produzione è consentita nella Repubblica di San Marino. È prodotto con uve moscato che non devono essere sotto l'85%, il 15% può essere di uve bianche locali.

## Caratteristiche organolettiche
- colore: paglierino scarico, brillante
- spuma: fine
- perlage: minuto
- odore: delicatamante fruttato con leggere note di salvia e pera matura
- sapore: dolce ed equilibrato, fresco e aromatico

## Abbinamenti consigliati
È consigliato soprattutto l'abbinamento con dessert.